# Afrovivella
Afrovivella, monotipski biljni rod iz porodice tustikovki. Jedina vrsta je endem iz Etiopije, A. semiensis.
Vrsta je nekada uključivana u rod pupčani kupus (Umbilicus).

## Sinonimi
- Rosularia semiensis (J.Gay ex A.Rich.) H.Ohba
- Umbilicus semiensis J.Gay ex A.Rich.